# مارك إف. واتس
مارك إف. واتس هو سياسي بريطاني، ولد في 11 يونيو 1964 في لندن في المملكة المتحدة. نشط حزبياً في حزب العمال. في انتخابات البرلمان الأوروبي 1994، انتخب عضو في البرلمان الأوروبي عن دائرة Kent East (European Parliament constituency) ‏ لترشحه ضمن قائمة حزب العمال، وقد انضم خلال فترته النيابية (19 يوليو 1994 – 19 يوليو 1999) للكتلة البرلمانية التحالف التقدمي للاشتراكيين والديمقراطيين وفي انتخابات البرلمان الأوروبي 1999، انتخب عضو في البرلمان الأوروبي عن دائرة جنوب شرق إنجلترا ‏ لترشحه ضمن قائمة حزب العمال، وقد انضم خلال فترته النيابية (20 يوليو 1999 – 19 يوليو 2004) للكتلة البرلمانية التحالف التقدمي للاشتراكيين والديمقراطيين.